# Echipa națională de fotbal a Venezuelei
Echipa națională de fotbal a Venezuelei reprezintă statul în competițiile fotbalistice și este controlată de Federația Venezueleană de Fotbal, forul ce guvernează acest sport în stat. Este singura echipă din CONMEBOL care nu s-a calificat la Campionatul Mondial.

## Venezuela în fotbalul internațional

### Campionatul Mondial
| An                | Rundă            | Loc              | G                | V                | E                | Î                | GM               | GP               |                  |
| ----------------- | ---------------- | ---------------- | ---------------- | ---------------- | ---------------- | ---------------- | ---------------- | ---------------- | ---------------- |
| 1930 până în 1954 | nu a participat  | nu a participat  | nu a participat  | nu a participat  | nu a participat  | nu a participat  | nu a participat  | nu a participat  |                  |
| 1958              | s-a retras       | s-a retras       | s-a retras       | s-a retras       | s-a retras       | s-a retras       | s-a retras       | s-a retras       |                  |
| 1962              | nu a participat  | nu a participat  | nu a participat  | nu a participat  | nu a participat  | nu a participat  | nu a participat  | nu a participat  |                  |
| 1966 până în 1970 | nu s-a calificat | nu s-a calificat | nu s-a calificat | nu s-a calificat | nu s-a calificat | nu s-a calificat | nu s-a calificat | nu s-a calificat |                  |
| 1974              | s-a retras       | s-a retras       | s-a retras       | s-a retras       | s-a retras       | s-a retras       | s-a retras       | s-a retras       |                  |
| 1978 până în 2010 | nu s-a calificat | nu s-a calificat | nu s-a calificat | nu s-a calificat | nu s-a calificat | nu s-a calificat | nu s-a calificat | nu s-a calificat | nu s-a calificat |

### Copa América
- 1916 până în  1963 - nu a participat
- 1967 - locul 5
- 1975 - Prima rundă
- 1979 - Prima rundă
- 1983 - Prima rundă
- 1987 - Prima rundă
- 1989 - Prima rundă
- 1991 - Prima rundă
- 1993 - Prima rundă (în total locul 11)
- 1995 - Prima rundă (în total locul 12)
- 1997 - Prima rundă (în total locul 12)
- 1999 - Prima rundă (în total locul 12)
- 2001 - Prima rundă (în total locul 12)
- 2004 - Prima rundă (în total locul 11)
- 2007 - Quarterfinals (în total locul 6)

### Jocurile Panamericane
- 1951 - Locul 4
- 1955 - Locul 4
- 1959 până în 1979 - nu a participat
- 1983 - Prima rundă
- 1987 până în 2003 - nu a participat

## Jucători

### Cei mai selecționați
| Jucător                 | Ani la națională | Meciuri (Goluri) |
| ----------------------- | ---------------- | ---------------- |
| José Manuel Rey         | 1997–prezent     | 110 (11)         |
| Jorge Alberto Rojas     | 1999–prezent     | 91 (3)           |
| Juan Arango             | 1999–prezent     | 91 (18)          |
| Miguel Ángel Mea Vitali | 1999–prezent     | 81 (1)           |
| Gabriel Urdaneta        | 1996–2005        | 77 (9)           |
| Luis José Vallenilla    | 1996–2007        | 77 (1)           |
| Ruberth Morán           | 1996–present     | 65 (14)          |
| Leopoldo Jiménez        | 1999–2005        | 64 (0)           |
| Ricardo David Páez      | 2000–2007        | 64 (7)           |
| Rafael Dudamel          | 1993–2007        | 56 (1)           |
| Leonel Vielma           | 2000–2007        | 56 (4)           |

### Golgeteri
| Jucător             | Ani la națională | Goluri (Meciuri ) |
| ------------------- | ---------------- | ----------------- |
| Giancarlo Maldonado | 2003–prezent     | 20 (53)           |
| Juan Arango         | 1999–prezent     | 18 (91)           |
| Ruberth Morán       | 1996–2007        | 14 (65)           |
| José Manuel Rey     | 1997–present     | 11 (110)          |
| Gabriel Urdaneta    | 1996–2005        | 9 (77)            |
| Daniel Arismendi    | 2006–present     | 9 (24)            |
| Juan Enrique García | 1993–2004        | 7 (47)            |
| Ricardo David Páez  | 2000–2007        | 7 (64)            |
| José Luis Dolgetta  | 1993–1997        | 6 (21)            |

## Lot
|  | P | Renny Vega             | 4 iulie 1979 (45 de ani)      | 45 | 0  | Caracas                        |  |  |
|  | P | Manuel Sanhouse        | 16 iulie 1975 (49 de ani)     | 16 | 0  | Deportivo Táchira              |  |  |
|  |   |                        |                               |    |    |                                |  |  |
|  | F | Jose Luis Granados     | 22 octombrie 1986 (38 de ani) | 15 | 1  | Real Esppor                    |  |  |
|  | F | Jaime Bustamante       | 21 aprilie 1980 (44 de ani)   | 5  | 0  | Caracas                        |  |  |
|  | F | Oswaldo Vizcarrondo    | 31 mai 1984 (40 de ani)       | 25 | 3  | Deportivo Anzoategui           |  |  |
|  | F | Grenddy Perozo         | 25 mai 1985 (39 de ani)       | 13 | 0  | Boyacá Chicó                   |  |  |
|  | F | Luigi Erazo            | 13 iunie 1988 (36 de ani)     | 2  | 0  | Real Esppor                    |  |  |
|  | F | Giovanny Romero        | 1 ianuarie 1984 (41 de ani)   | 3  | 0  | Al-Qadisiya                    |  |  |
|  | F | Juan Fuenmayor         | 5 septembrie 1979 (45 de ani) | 22 | 0  | Deportivo Anzoategui           |  |  |
|  |   |                        |                               |    |    |                                |  |  |
|  | M | Francisco Flores       | 30 aprilie 1990 (34 de ani)   | 16 | 1  | Deportivo Lara                 |  |  |
|  | M | César Eduardo González | 10 ianuarie 1982 (43 de ani)  | 31 | 2  | Gimnasia y Esgrima de la Plata |  |  |
|  | M | Luis Manuel Seijas     | 23 iunie 1986 (38 de ani)     | 26 | 0  | Santa Fe                       |  |  |
|  | M | Franklin Lucena        | 20 februarie 1981 (44 de ani) | 26 | 1  | Caracas                        |  |  |
|  | M | Jésus Gómez            | 6 august 1984 (40 de ani)     | 12 | 1  | Wadi Degla                     |  |  |
|  | M | Alejandro Guerra       | 9 iulie 1985 (39 de ani)      | 32 | 3  | Deportivo Anzoátegui           |  |  |
|  | M | Giácomo Di Giorgi      | 24 februarie 1981 (44 de ani) | 22 | 0  | Deportivo Anzoátegui           |  |  |
|  |   |                        |                               |    |    |                                |  |  |
|  | A | Giancarlo Maldonado    | 29 iunie 1982 (42 de ani)     | 53 | 20 | Atlante                        |  |  |
|  | A | Alejandro Moreno       | 9 iulie 1979 (45 de ani)      | 27 | 2  | Chivas USA                     |  |  |
|  | A | Edgar Pérez Greco      | 16 februarie 1982 (43 de ani) | 4  | 0  | Deportivo Táchira              |  |  |
|  | A | Daniel Arismendi       | 4 iulie 1982 (42 de ani)      | 25 | 9  | Deportivo Anzoátegui           |  |  |